# Travelin’ Thru
Travelin’ Thru ist ein von Dolly Parton für den Film Transamerica geschriebenes und gesungenes Lied. Das Lied wurde 2006 für den Oscar als Bestes Filmlied nominiert. Travelin' Thru wurde auch bei den Golden Globes und den Grammy Awards nominiert.

## Veröffentlichung
Das Lied wird während des Abspanns von Transamerica gespielt. Auf dem offiziellen Soundtrack ist es gleichfalls das letzte und einundzwanzigste Stück. 2006 erfolgte auch eine Single-Auskopplung.

## Hintergrund
Dass Dolly Parton dieses Lied für den Film Transamerica schrieb ist Teil ihres Einsatzes für LGBTQ-Rechte. Dies kann zurückverfolgt werden zu ihrem 1991 Album Eagle When She Flies und dem Lied Family. Dass sie als Country-Star sich mit Travelin' Thru positionierte trug ihr viel Hassmail ein. Nach Angaben von Parton ist das Lied auch durch einen Transmann aus Partons Organisation inspiriert.

## Auszeichnungen und Nominierungen

### Auszeichnungen
- Gold Derby Award 2006.[5]
- Las Vegas Film Critics Society Awards 2005.[6]
- Phoenix Film Critics Society Awards 2005, Best Original Song.[7]

### Nominierungen
- Oscar: Nominierung als bester Filmsong. Außerdem nominiert war It's Hard Out Here For A Pimp von Three 6 Mafia aus Hustle & Flow und In the Deep von Michael Becker und Kathleen York aus dem Film L.A. Crash (Crash). It's Hard Out Here For A Pimp gewann den Oscar.[8]  Seit der Oscarverleihung 1988 war es das erste Mal, dass nur drei Lieder nominiert waren.[9] Üblich sind etwa fünf Nominierungen pro Oscar-Jahr.[10]
- Golden Globe Awards 2006: Nominierung als Best Original Song. Travelin' Thru musste sich A Love That Will Never Grow Old von Gustavo Santaolalla und Bernie Taupinaus aus Brokeback Mountain geschlagen heben.[11]
- Grammy Awards 2007: Nominierung für Best Song Written for Motion Picture, Television or Other Visual Media, die Auszeichnung ging an Or Town von Randy Newman aus Cars.[12]
- Broadcast Film Critics Association Awards 2006: Nominierung für Best Song. Den Preis gewann Hustle & Flow aus dem gleichnamigen Film.[13]
- Online Film & Television Association 2006: Nominierung als Best Original Song. Die Auszeichnung ging an A Love That Will Never Grow Old aus Brokeback Montain.[14]